# Ladytron
Ladytron és un grup britànic contemporani d'electropop. Es van formar a Liverpool l'any 1999, i el seu nom prové d'una cançó de Roxy Music de l'any 1972.

## Estil
Diversos periodistes i crítics musicals els han classificat com a electropop. Però tot i la seva classificació, són coneguts per no fer servir samples ni en els seus àlbums ni en els concerts, sinó tocar-ho sempre tot en directe fent servir sintetitzadors. Malgrat tot, en l'àlbum The witching hour el seu estil es decanta més cap al shoegaze.

## Instruments
Als seus concerts, el grup fa servir sintetitzadors Korg: fan servir un Korg MS-10 (Reuben), un MS-20 (Mira) i quatre MS-2000B, un per cada membre del grup. Cadascun dels MS-2000B tenen un nom que porta escrit amb lletres grosses de color blanc. El de la Mira es diu "Babylon", el d'en Danny es diu "Ulysses", el d'en Reuben "Gloria" i el de la Helen, "Cleopatra".
Les seves lletres, la majoria de les quals són en anglès, són força obscures en el sentit que a vegades són difícils de contextualitzar, i sovint són dominades per una temàtica plena d'imatges banals i moments de la vida quotidiana, a més d'algunes cançons en llengua búlgara escrites per la membra del grup Mira Aroyo, nascuda a Bulgària. Els àlbums de Ladytron, fins ara, han intentat d'equilibrar una estructura pop actual amb un so retro, amb alguns afegits de caràcter més experimental.

## Estètica
Originalment, Ladytron sempre actuaven en simples uniformes d'un sol color – normalment negre o verd fosc – amb un vessant militar per la seva simplicitat i asexualitat. Des del llançament del seu disc The witching hour, però, el grup ha abandonat la seva imatge "militar chic" per passar-se a una estilística més diversa. Les noies, la Helen i la Mira, vesteixen en un estil gòtic futurista mentre que en Reuben i en Danny senzillament duen samarretes i texans. El seu nou estil està inspirat per la pel·lícula cyberpunk Blade Runner

## Components
- Daniel Hunt
- Reuben Wu
- Helen Marnie
- Mira Aroyo

## Discografia

### Àlbums
- 604 (2001)
- Light & magic (2002)
- Softcore jukebox (2003)
- Witching Hour (2005)
- Velocifero (2008)
- Gravity the Seducer (2011)
- Ladytron (2019)
- Time's Arrow (2023)

### Senzills
- Mu-Tron EP (2000)
- Playgirl (2000)
- Seventeen (2002)
- Evil (2003)
- Blue Jeans (2003)
- Sugar (2005)
- Destroy Everything You Touch (2005)